# Šmartno ob Paki község
Šmartno ob Paki község (szlovén nyelven Občina Šmartno ob Paki) Szlovénia 212 alapfokú közigazgatási egységének, azaz községének egyike a Savinjska statisztikai régióban. Adminisztratív központja Šmartno ob Paki város. A községet 1994-ben hozták létre, a történelmi szlovén Stájerország (Štajersko) régió része. 

## A községhez tartozó települések
A községhez Šmartno ob Paki székhelyen kívül a következő települések tartoznak:
- Gavce
- Gorenje
- Mali Vrh
- Paška Vas
- Podgora
- Rečica ob Paki
- Skorno
- Slatina
- Veliki Vrh

## Népesség
| Lakosok száma | 3128 | 3117 | 3167 | 3220 | 3233 | 3223 | 3230 | 3212 | 3271 | 3291 |
|               | 2008 | 2009 | 2011 | 2012 | 2013 | 2015 | 2016 | 2017 | 2019 | 2020 |